# Anneau de la vie
L'Anneau de la vie (chinois simplifié : 生命之环 ; pinyin : shēngmìng zhī huán) est un monument circulaire construit dans la ville de Fushun, en Chine.

## Caractéristiques
L'Anneau de la vie est un gigantesque anneau d'acier de 157 m de diamètre.. Il comporte une plate-forme d'observation accessible par ascenseur et est uniquement éclairé par 12 000 DEL la nuit. La structure pèse environ 3 000 t et a coûté 16 millions de dollars.

## Histoire
En mai 2009, l'américain Gary Goddard, qui travaille dans le domaine du divertissement avec sa compagnie, le Goddard Group, est engagé par le comité de développement économique de Fushun pour concevoir le schéma directeur de 2 km2 d'une nouvelle ville de 22 km2 en développement près de Shenyang. Goddard avait attiré l'attention du comité alors qu'il travaillait sur le parc à thème Dream World theme à Fushun. Ce projet étant abandonné du fait d'une population locale insuffisante, le membre sud comité décide de construire un monument à la place afin d'attirer des touristes dans la région. Goddard et son équipe développent plusieurs concepts pour la ville nouvelle, dont des quartiers commerciaux, des zones récréatives et un monument central, l'Anneau de la vie.
En 2010, le Goddard Group est engagé pour poursuivre le projet, dont la phase de design du monument. La construction débute en 2012. Bien que la fin de la première phase de la ville nouvelle de Shenfu ne soit pas prévu avant le printemps 2012, des nouvelles du monument se répandent à travers le monde en novembre 2012 lorsque des photographies de la construction apparaissent. La structure a été comparée à la Gateway Arch de Saint-Louis.